# ベルテックス種
ベルテックス（英語: Beltex）は、筋肉質のヒツジの品種。
オランダ原産のテセル種（Texel）を元に、ベルギーでリエージュ大学の協力で開発された品種であることから、「Belgian Texel」のかばん語としてこの名称が付き、1989年にイギリスに導入されている。イギリスではベルテックスの種雄羊と、在来種の雌羊との交配により食肉用となる子羊の生産に用いられている。食肉の他、羊乳、ウールも利用可能である。

## 特徴
顔色は白く、ウールの長さは平均的。筋肉量、特に後ろ四半部の量がよく知られている。成熟した平均的な値として体重は雄90kg、雌70kg、鬐甲は雄60cm、雌55cmに達する。